# Inza
Inza (en euskera: Intza) es una localidad y un concejo del municipio  de  Araiz, en la Comunidad Foral de Navarra (España). Situado en la Merindad de Pamplona, en la comarca de Norte de Aralar y a 45 km de la capital de la comunidad, Pamplona. Su población en 2014 fue de 66  habitantes (INE). El concejo tiene una superficie de 8,97 km² y una densidad de población de 8,03 hab/km².

## Geografía física

### Situación
La localidad se asienta en el extremo sudeste del valle de Araiz emplazado a su vez en la parte nordeste de La Comunidad Foral de Navarra, junto al regato que lleva su nombre el cual es un afluente del río Araxes, al pie del monte Irumugarrieta (1.427 m s. n. m.) y a una altitud de 321 m s. n. m. su término concejil tiene una superficie de 8,97 km².

## Demografía
| 2000 | 2001 | 2002 | 2003 | 2004 | 2005 | 2006 | 2007 | 2008 | 2014 |
| ---- | ---- | ---- | ---- | ---- | ---- | ---- | ---- | ---- | ---- |
| 75   | 75   | 71   | 74   | 72   | 72   | 76   | 78   | 76   | 66   |

## Monumentos

### Monumentos religiosos
- Iglesia del apóstol: Construida en 1725, de su interior destaca el retablo mayor renacentista, en el que combinan armónicamente esculturas y pinturas de temática variada.[3]
- Ermita de Santa Cruz

## Cultura

### Fiestas
- Fiestas patronales: Son en honor a la Natividad y se celebran el 8 de septiembre.[3]